# Tupaciguara
Tupaciguara là một đô thị thuộc bang Minas Gerais, Brasil. Đô thị này có diện tích 1826,028 km², dân số năm 2007 là 23076 người, mật độ 13 người/km².